# Cal Ral
Cal Ral és una masia situada al municipi d'Odèn, a la comarca catalana del Solsonès. Es troba a la vora de la riera de Canalda.